# Друштвена игра (филм)
Друштвена игра је југословенски филм из 1972. године. Режирао га је Срђан Карановић, а сценарио су писали Рајко Грлић и Срђан Карановић.

## Радња
Широм Југославије је изашао оглас у многим листовима у којем се позивају сви који желе да глуме на филму, без обзира на године, изглед, професију и место боравка. Од 7.000 пријава, одабрано је тридесетак јунака за филм чија је фабула сачињена на основу њихових филмских жеља.

## Улоге
| Глумац            | Улога   |
| ----------------- | ------- |
| Душан Хуђец       | Дуле    |
| Мирјана Тинтар    | Мира    |
| Горан Букилић     | Свилени |
| Ратко Танкосић    | Ћора    |
| Градимир Петковић |         |
| Зорица Стојановић | Зорица  |